# Gannachrus kangus
Gannachrus kangus är en insektsart som beskrevs av Pieter D. Theron 1979. Gannachrus kangus ingår i släktet Gannachrus och familjen dvärgstritar. Inga underarter finns listade i Catalogue of Life.